# 12 novembre en sport
12 octobre 12 décembre
Chronologies thématiques
- Croisades
- Ferroviaires
- Disney

Le 12 novembre (316e jour de l'année ou 317e en cas d'année bissextile) en sport.

## Événements

### XIXesiècle
- 1868 :
  - (Boxe) : le seul rival sérieux de Mike McCoole est Jimmy Elliott qui bat Charley Gallagher dans le 23e round à l'Île de Pêche, près de Détroit dans le Michigan[1].
- 1895 :
  - (Sport automobile) : fondation de l’Automobile Club de France, association créée par le marquis Jules-Albert de Dion et le baron de Zuylen, dans le but de faire connaître le monde automobile. L'Automobile-Club organise de nombreuses courses et fut le créateur du premier Grand Prix de l'histoire automobile en 1906, avec le Grand Prix de l'Automobile-Club de France.

### XXesièclede1951à2000
- 1959 :
  - (Football/Télévision) : crise en France entre football et télévision à la suite de la diffusion sur la chaîne unique française du match entre la Hongrie et l'Allemagne. La FFF qui n'avait pas donné son feu vert à cette diffusion bloque désormais toutes diffusions.
- 1995 :
  - (Formule 1) : Grand Prix automobile d'Australie.
- 1997 :
  - (Football) : le Club Atlético Peñarol remporte son quarante troisième titre de champion d'Uruguay après sa victoire 3 buts à 0 face au Defensor Sporting Club lors de la finale retour et ce après avoir remporté la rencontre aller sur le score de 1-0[2].

### XXIesiècle
- 2005 :
  - (Football / Ligue des champions de la CAF) : les Égyptiens de Al Ahly s'imposent 3 buts à 0 lors de la finale retour de la Ligue des champions africaine 2005 contre les Tunisiens de l'Étoile sportive du Sahel et remportent ainsi la quatrième Ligue des champions du club du Caire après le match nul 0 à 0 du match aller.
- 2006 :
  - (Tennis) : Justine Henin-Hardenne remporte le Masters en battant la Française Amélie Mauresmo en deux sets (6-4 et 6-3).
- 2008 :
  - (Natation) : Frédérick Bousquet bat le record de France du 50 m nage libre messieurs en bassin de 25 mètres avec un temps de 20 s 97 lors de la Coupe du monde de la FINA se déroulant à Stockholm.
- 2009 :
  - (Football / Copa Sudamericana) : les Uruguayens de River Plate s'impose 2 buts à 1 lors de la demi-finale aller de la Copa Sudamericana contre le club équatorien du LDU Quito.
  - (Football / Coupe du monde des moins de 17 ans) : dans le cadre des demi-finales du mondial des moins de 17 ans, la Suisse étrille la Colombie 4 buts à 0 avec des buts de Nassim Ben Khalifa, Haris Seferović, Bruno Martignoni et Ricardo Rodríguez. Elle sera rejointe en finale par le Nigeria, pays hôte, qui dispose de l'Espagne sur le score de 3-1 grâce à un doublé de Sani Emmanuel et un but de Stanley Okoro.
  - (Skeleton / Coupe du monde) : début de la saison de Coupe du monde avec l'étape de Park City aux États-Unis. Le Letton Martins Dukurs, grâce à sa victoire devant l'Allemand Sandro Stielicke et le britannique Kristan Bromley, devient le premier leader de la saison. L'épreuve féminine est quant à elle remportée par l'Allemande Anja Huber qui devance les Canadiennes Amy Gough et Mellisa Hollingsworth.
  - (Trampoline / Championnats du monde) : aux championnats du monde, l'épreuve masculine par équipes est remportée par la Chine devant la Biélorussie et la Russie. Chez les dames, la Chine décroche la médaille d'or au détriment de la Russie, le Canada complète le podium.
- 2011 :
  - (Multisports) : deuxième jour de compétition des Jeux d'Asie du Sud-Est de 2011 se déroulant à Jakarta et à Palembang en Indonésie.
- 2013 :
  - (Volley-ball) : début de la World Grand Champions Cup féminine se déroulant au Japon. Pour ce premier jour de compétition la République dominicaine et le Brésil s'impose trois sets à zéro respectivement face à la Thaïlande et les États-Unis. Le troisième match du jour vois la victoire du Japon trois sets à un contre la Russie.
- 2014 :
  - (Haltérophilie / Championnats du monde) : dans la catégorie des moins de 77 kg des Championnats du monde, l'Albanais Daniel Godelli s'impose en soulevant un poids total de 369 kg (171 à l’arraché et 198 à l'épaulé-jeté). Il devance le Chinois Zhong Guoshun et le Nord-coréen Kim Kwang-song respectivement deuxième et troisième.
- 2016 :
  - (Snooker / Champion of Champions) : en finale du Champion of Champions, l'Écossais John Higgins bat l'Anglais Ronnie O'Sullivan sur le score de 10 à 7.
- 2017 :
  - (Judo /Mondiaux toutes catégories) : lors des championnats du monde de judo toutes catégories à Marrakech, au Maroc, la Japonaise Sarah Asahina s'impose.
- 2018 :
  - (Voile /Transatlantique) : au terme d’un finish à couper le souffle, en baie de Pointe-à-Pitre, Francis Joyon remporte la 11e édition de la Route du Rhum en Guadeloupe. Le skipper d’IdecSport franchi la ligne au terme de 7 jours, 14 heures, 21 minutes et 47 secondes de course (nouveau record) à 19,42 nœuds de moyenne. Le dénouement est cruel pour François Gabart, leader, et doublé par Joyon à la sortie du Canal des Saintes à 13 milles de la ligne d’arrivée. Alors qu’il comptait 165 milles de retard dans l'après-midi du vendredi 9, Francis Joyon a opéré un formidable retour pour remporter, à 62 ans et pour sa 7e participation, la première Route du rhum de sa carrière[3].
- 2023 :
  - (Voile /Transatlantique) : Armel Le Cléac’h et Sébastien Josse remportent ce jour la Transat Jacques Vabre dans la catégorie Ultim. Ils franchissent la ligne d’arrivée en 14 jours, 10 heures, 14 minutes et 50 secondes pour relier Le Havre à Fort-de-France avec une vitesse moyenne de 26,75 nœuds (et un parcours de 9263 milles)[4].

## Naissances

### XIXesiècle
- 1864 :
  - Paddy Duffy, boxeur américain. Champion du monde poids welters de boxe de 1889 à 1890. († 10 juillet 1890).
  - Marcel Vacherot, joueur de tennis français. Vainqueur du tournoi de Roland Garros 1902. († 22 mars 1959).
- 1867 :
  - Valentine Hall, joueur de tennis américain. († 26 octobre 1934).
- 1875 :
  - Fritz Erle, pilote automobile et ingénieur allemand. († 20 novembre 1957).
- 1883 :
  - Justin Vialaret, footballeur français. (1 sélection en équipe de France). († 30 septembre 1916).
- 1886 :
  - Günter Dyhrenfurth, alpiniste suisse. († 14 avril 1975).
- 1888 :
  - Max Breunig, joueur puis entraîneur de football allemand. (9 sélections en équipe nationale). († 4 juillet 1961).
- 1890 :
  - Lily Kronberger, patineuse artistique hongroise. Championne du monde de patinage artistique en individuelle 1908, 1909, 1910 et 1911. († 21 mai 1974).
- 1897 :
  - Alfred Aufdenblatten, alpiniste et fondeur suisse. Champion olympique de la patrouille militaire des Jeux olympiques d'hiver de Chamonix en 1924 avec ses compatriotes Alphonse Julen, Antoine Julen et Denis Vaucher. († 17 juin 1975).
- 1898 :
  - Leon Štukelj, gymnaste yougoslave puis slovène. Champion olympique du concours général individuel et de la barre fixe aux Jeux de Paris 1924, champion olympique des anneaux et médaillé de bronze du concours général individuel et par équipes aux Jeux d'Amsterdam 1928 puis médaillé d'argent des anneaux aux Jeux de Berlin 1936. Champion du monde de gymnastique artistique des anneaux, de la barre fixe et des barres parallèles 1922 puis champion du monde de gymnastique artistique des anneaux et de la barre fixe 1926. († 8 novembre 1999).
- 1899 :
  - Sverre Hilmar Hansen, athlète de sauts norvégien. Médaillé de bronze de la longueur aux Jeux de Paris 1924. († 25 février 1991).

### XXesièclede1901à1950
- 1901 :
  - Hans Grieder, gymnaste suisse. Champion olympique du concours général par équipes aux Jeux olympiques d'Amsterdam en 1928 et médaillé de bronze de la même épreuve à Paris en 1924. Champion du monde du concours général par équipes lors des mondiaux de Budapest en 1934. († 31 octobre 1995).
  - Adolphe Mengotti, footballeur suisse. Médaillé d'argent des Jeux olympiques de Paris en 1924. (1 sélection en équipe nationale). († ? 1984).
- 1902 :
  - Rudolf Viertl, footballeur autrichien. (16 sélections en équipe nationale). († 9 décembre 1981).
- 1904 :
  - Ruth Christmas-Paysant, athlète franco-britannique. († 2 avril 2001).
- 1907 :
  - Ernst Albrecht, footballeur allemand. (17 sélections en équipe nationale). († 26 mars 1976).
- 1910 :
  - Patesko, footballeur brésilien. (15 sélections en équipe nationale). († 13 mars 1988).
- 1912 :
  - Laurie Duff, joueur de rugby à XV écossais. (6 sélections en équipe nationale). († 6 novembre 2002).
  - Tuffy Leemans, joueur américain de football américain. († 19 janvier 1979).
- 1914 :
  - Joaquín Arias, footballeur cubain. († date inconnue).
  - Sylvi Saimo, kayakiste finlandaise. Championne du monde en K1 et en K2 sur 500 m en 1950. Championne olympique de K1 sur 500 m lors Jeux olympiques de Helsinki en 1952. († 12 mars 2004).
  - Peter Whitehead, pilote de F1 et d'endurance britannique. Vainqueur des 24 Heures du Mans 1951. († 21 septembre 1958).
- 1916 :
  - Paul Emery, pilote automobile britannique. († 3 février 1993).
- 1918 :
  - Martti Huhtala, coureur de combiné nordique et fondeur finlandais. Médaillé d'argent du combiné nordique des Jeux olympiques d'hiver de Saint-Moritz en 1948. († 25 octobre 2005).
- 1919 :
  - Jean Dauger, joueur de rugby à XIII et à XV français. (3 sélections en équipe nationale). († 23 octobre 1999).
- 1920 :
  - Yelisaveta Bagryantseva, athlète de lancer de disque soviétique. Médaillé d'argent aux Jeux d'Helsinki 1952. († 24 janvier 1996).
- 1922 :
  - André Buffière, basketteur puis entraîneur français. Médaillé d'argent aux Jeux de Londres 1948. Médaillé d'argent du championnat d'Europe de basket-ball 1949, médaillé de bronze du championnat d'Europe de basket-ball 1951 et du championnat d'Europe de basket-ball 1953. (106 sélections en équipe de France). Entraîneur du CSP Limoges, vainqueur des Coupe Korać 1982 et 1983. († 2 octobre 2014).
- 1933 :
  - Peter Post, cycliste sur route et sur piste néerlandais. Vainqueur du Tour des Pays-Bas 1960, du Tour d'Allemagne 1962, du Tour de Belgique 1963 et de Paris-Roubaix 1964. († 14 janvier 2011).
- 1934 :
  - Vavá, footballeur brésilien. Champion du monde de football 1958 et 1962. (20 sélections en équipe nationale). († 19 janvier 2002).
  - Jean-Claude Lecante, cycliste sur piste français. Médaillé d'argent de la poursuite par équipes aux Jeux de Melbourne 1956.
- 1940 :
  - Jurandir, footballeur brésilien. Champion du monde de football 1962. (15 sélections en équipe nationale). († 6 mars 1996).
- 1943 :
  - Björn Waldegård, pilote de rallye suédois. Champion du monde des rallyes 1979. (16 victoires en rallyes). († 29 août 2014).
- 1944 :
  - Marijke Jansen, joueuse de tennis néerlandaise.
  - Jean-Yves Terlain, navigateur français.
- 1945 :
  - George Eaton, pilote de F1 canadien.
- 1947 :
  - Sue Gossick, plongeuse américaine. Championne olympique du tremplin à 3 m aux Jeux de Mexico 1968.
- 1948 :
  - Timothy Mickelson, rameur en aviron américain. Médaillé d'argent du huit aux Jeux de 1972 à Munich. († 30 août 2017).
- 1949 :
  - Michel Albaladéjo, footballeur puis entraîneur français.
  - Ron Lapointe, hockeyeur sur glace puis entraîneur canadien. († 23 mars 1992).

### XXesièclede1951à2000
- 1954 :
  - Paul McNamee, joueur de tennis australien.
- 1955 :
  - Aleksandr Grigoryev, athlète soviétique puis russe spécialiste du saut en hauteur. Détenteur du record d'Europe entre juin et juillet 1977.
  - Lawrence Lemieux, skipper canadien. Récipiendaire de la Médaille Pierre-de-Coubertin pour son action lors des Jeux olympiques de 1988.
  - Sean Sorensen, joueur de tennis irlandais.
- 1956 :
  - Linky Boshoff, joueuse de tennis sud-africaine. Vainqueur du tournoi de double dame de l'US Open de 1976.
  - Kōji Gushiken, gymnaste puis entraîneur japonais. Champion olympique du concours général individuel et aux anneaux, médaillé d'argent au saut de cheval et de bronze à la barre fixe et par équipes aux Jeux olympiques de 1984 et champion du monde des barres parallèles en 1981 et aux anneaux en 1983.
  - Philippe Lejoncour, athlète de sprint français.
- 1957 :
  - Joseph Chesire, athlète de demi-fond kényan. Champion d'Afrique d'athlétisme du 1 500m 1989.
  - Víctor Hugo Monzón, footballeur puis entraîneur guatémaltèque.
- 1958 :
  - Brigitte Deydier, judokate française. Championne du monde de judo des -66 kg 1982, 1984 et 1986. Championne d'Europe de judo des -61 kg 1979, championne d'Europe de judo des -66 kg 1984, 1985 et 1986.
  - Charles Thillien, joueur de hockey sur glace français.
  - Mykola Vynnychenko, athlète de marches soviétique puis russe.
- 1959 :
  - Khaled Ben Yahia, footballeur puis entraîneur tunisien.
  - Regina Buggy, joueuse de hockey sur gazon américaine. Médaillée de bronze aux Jeux olympiques de Los Angeles en 1984.
- 1960 :
  - Pascal Clouvel, athlète de demi-fond français.
  - Liliane Ménissier, athlète d'épreuves combinées française.
- 1961 :
  - Nadia Comăneci, gymnaste roumaine. Championne olympique du concours général, des barres asymétriques et de la poutre, médaillée d'argent du concours général par équipes et de bronze des exercices au sol aux Jeux de Montréal 1976 puis championne olympique de la poutre et des exercices au sol, médaillée d'argent du concours général individuel et par équipes aux Jeux de Moscou 1980. Championne du monde de gymnastique à la poutre 1978 et championne du monde de gymnastique du concours par équipes 1979. Championne d'Europe de gymnastique du concours général individuel, du saut de cheval, des barres asymétriques et de la poutre 1975, championne d'Europe de gymnastique du concours général individuel et des barres asymétriques 1977 puis championne d'Europe de gymnastique du concours général individuel, du saut et du sol 1979.
  - Enzo Francescoli, footballeur uruguayen. Vainqueur des Copa América 1983, 1987 et 1995 puis de la Copa Libertadores 1996. (73 sélections en équipe nationale).
- 1962 :
  - Mark Hunter, hockeyeur sur glace canadien.
  - Wim Kieft, footballeur néerlandais. Vainqueur du Championnat d'Europe de 1988. (43 sélections en équipe nationale).
- 1963 :
  - Detlef Hofmann, kayakiste Allemand.Champion olympique du K-4 500 mètres aux Jeux d'Atlanta 1996. Champion du monde de course en ligne K-4 500 m et K-4 10000 m de 1991 puis du K-4 1000 m 1995.
- 1964 :
  - Thomas Berthold, footballeur allemand. Champion du monde de football 1990. (62 sélections en équipe nationale).
  - Jakob Hlasek, joueur de tennis suisse.
- 1967 :
  - Gerald Glass, basketteur américain.
  - Michael Moorer, boxeur américain. Champion du monde poids mi-lourds de boxe de 1988 à 1991 et champion du monde poids lourds de boxe de 1992 à 1993, en 1994 et de 1996 à 1997.
- 1968 :
  - Sammy Sosa, joueur de baseball dominicain.
- 1970 :
  - Tonya Harding, patineuse artistique américaine.
- 1971 :
  - Mitja Kunc, skieur alpin slovène.
- 1972 :
  - Sargis Hovsepian, footballeur arménien. (115 sélections en équipe nationale).
  - Jani Soininen, sauteur à ski finlandais. Champion olympique du petit tremplin et médaillé d'argent au grand tremplin aux Jeux de Nagano 1998. Champion du monde de saut à ski par équipes 1997 et 1997.
  - Olga Strazheva, gymnaste artistique soviétique. Championne olympique du concours par équipes aux Jeux de 1988 et championne du monde par équipes en 1989.
  - Vasílios Tsiártas, footballeur grec. Champion d'Europe de football 2004. (70 sélections en équipe nationale).
- 1973 :
  - Sandra Azón, skipper espagnole. Médaillée d'argent en 470 aux Jeux de 2004.
  - Ibrahim Ba, footballeur français. (8 sélections en équipe de France).
  - Gerard Greene, joueur de snooker nord-irlandais.
  - Shingo Ueno sauteur à ski japonais.
- 1974 :
  - Alessandro Birindelli, footballeur puis entraîneur italien. (6 sélections en équipe nationale).
- 1975 :
  - Irina Deleanu, gymnaste rythmique roumaine. Médaillée de bronze à la corde aux championnats du monde de 1992.
  - Jason Lezak, nageur américain. Champion olympique du 4 × 100 m 4 nages et médaillé d'argent du relais 4 × 100 m nage libre aux Jeux de Sydney 2000 puis champion olympique du 4 × 100 m 4 nages et médaillé de bronze du relais 4 × 100 m nage libre aux Jeux d'Athènes 2004 et champion olympique du 4 × 100 m 4 nages et du relais 4 × 100 m nage libre puis médaillé de bronze du 100 m nage libre aux Jeux de Pékin 2008. Champion du monde de natation du 4 × 100 4 nages 2003, champion du monde de natation du 4 × 100 4 nages et du 4 × 100 m nage libre 2005 puis champion du monde de natation du 4 × 100 m nage libre 2007.
  - Andrae Patterson, basketteur puis entraîneur américain.
- 1977 :
  - Paul Hanley, joueur de tennis australien.
  - Benedict McCarthy, footballeur sud-africain. (80 sélections en équipe nationale).
  - Davide Rummolo, nageur italien. Médaillé de bronze du 200 m brasse aux Jeux de Sydney 2000. Champion d'Europe de natation du 200 m brasse 2002.
- 1978 :
  - Eric Addo, footballeur ghanéen. (45 sélections en équipe nationale).
  - Magdaline Chemjor, athlète de fond kényane.
  - Nancy Metcalf, volleyeuse américaine.
  - Matt Schnobrich, rameur en aviron américain. Médaillé de bronze du huit aux Jeux de Pékin 2008.
- 1979 :
  - An Sang-mi, patineuse de vitesse sur piste courte sud-coréenne. Championne olympique en relais sur 3000 mètres aux Jeux de Nagano 1998. Championne du monde de patinage de vitesse sur piste courte par équipes 1995, 1996, 1997 et championne du monde de patinage de vitesse sur piste courte du 3 000 m individuel 2000.
  - Corey Maggette, basketteur américain.
  - Gabriel Mercedes, taekwondoïste dominicain. Médaillé d'argent des -58 kg aux Jeux de Pékin 2008.
  - Suzana Milovanović, joueuse de basket-ball serbe.
  - Cian O'Connor, cavalier de saut d’obstacle irlandais. Médaillé de bronze aux Jeux de Londres 2012.
- 1980 :
  - Ines Ajanović, joueuse de basket-ball serbe.
  - Isabellah Andersson, athlète de fond kényane puis suédoise.
  - Julie Bérengier, sabreuse française. Championne d'Europe par équipes en 2005.
  - William Bonet, joueur de rugby à XV français.
  - Lance Briggs, joueur de foot U.S. américain.
  - Stéphane Dimy, footballeur ivoirien.
  - Charlie Hodgson, joueur de rugby à XV anglais. Vainqueur du Grand Chelem 2003, des Challenge européen 2002 et 2005 puis de la Coupe d'Europe de rugby à XV 2016. (38 sélections en équipe nationale).
  - Simone Koot, joueuse de water-polo néerlandaise. Championne olympique aux Jeux de 2008 et championne d'Europe en 2010.
  - Héctor Mancilla footballeur chilien. (10 sélections en équipe nationale).
  - Rémo Meyer, footballeur suisse. (5 sélections en équipe nationale).
  - Anita Molcik, coureuse de cyclo-cross autrichienne.
  - Benoît Pedretti, footballeur français. (22 sélections en équipe nationale).
  - Alexander Satschko, joueur de tennis allemand.
  - Shi Junjie, judokate chinoise. Championne du monde de judo des moins de 52 kg 2007.
  - Jiří Zadražil, joueur de volley-ball tchèque.
- 1981 :
  - Annika Becker, athlète de sauts à la perche allemande.
  - D.J. Campbell, footballeur anglais.
  - Sergio Floccari, footballeur italien.
  - Emiko Suzuki, nageuse synchronisée japonaise. Médaillée d'argent du ballet par équipes aux Jeux d'Athènes de 2004 et médaillée de bronze en duo aux Jeux de Pékin 2008.
- 1982 :
  - Maksim Chudov, biathlète russe. Médaillé de bronze du relais 4 × 7,5 km aux Jeux de Vancouver 2010. Champion du monde de biathlon du relais 4 × 7,5 km 2007 puis Champion du monde de biathlon du sprint et du relais 4 × 7,5 km 2008.
  - Mikele Leigertwood, footballeur anglo-antiguayen. (11 sélections avec l'équipe d'Antigua-et-Barbuda).
  - Peter Fill, skieur alpin italien.
  - Alexander Serov, cycliste sur route puis dirigeant sportif russe.
- 1984 :
  - Sepp De Roover, footballeur belge. (2 sélections en équipe nationale).
  - Ángela Pumariega, skipper espagnole. Championne olympique en Elliott 6 m aux Jeux olympiques de Londres 2012.
  - Conrad Rautenbach, pilote de rallye automobile zimbabwéen.
  - Aya Terakawa, nageuse japonaise. Médaillée de bronze sur 100 mètres et du relais 4 × 100 m 4 nages aux Jeux de Londres 2012.
  - Yan Zi, joueuse de tennis chinoise. médaille de bronze du double aux Jeux de Pékin 2008.
- 1985 :
  - Adlène Guedioura, footballeur algérien. (41 sélections en équipe nationale).
  - José Leyver Ojeda, athlète de marches mexicain.
- 1986 :
  - Ignazio Abate, footballeur italien. (22 sélections en équipe nationale).
  - Maria Beloborodova, joueuse de volley-ball russe.
  - Gong Jinjie, cycliste sur piste chinoise. Médaillée d'argent du sprint par équipe aux Jeux de Londres 2012 puis championne olympique de la vitesse par équipes aux Jeux de Rio 2016. Championne du monde de cyclisme sur piste de la vitesse par équipes 2015.
  - Yoann Offredo, cycliste sur route français.
  - Nedum Onuoha, footballeur anglais.
  - David Rosa, cycliste de VTT portugais.
- 1987 :
  - Jason Day, golfeur australien. Vainqueur de la USPGA 2015.
  - Scotty Lago, snowboardeur américain. Médaillé de bronze en half-pipe aux Jeux de Vancouver 2010.
  - Bryan Little, hockeyeur sur glace canadien.
  - Cindy Rondón, volleyeuse dominicaine. (138 sélections en équipe nationale).
- 1988 :
  - Benjamin Moukandjo, footballeur camerounais. Champion d'Afrique de football 2017. (57 sélections en équipe nationale).
  - Russell Westbrook, basketteur américain. Champion olympique aux Jeux de Londres 2012. Champion du monde de basket-ball 2010. (22 sélections en équipe nationale).
- 1989 :
  - Jo Eun-ju, athlète de haies sud-coréenne.
  - Hiroshi Kiyotake, footballeur japonais. (43 sélections en équipe nationale).
- 1990 :
  - Taulupe Faletau, joueur de rugby à XV gallois. (104 sélections en équipe nationale).
  - Adrianna Franch, footballeuse américain. Médaillée de bronze aux Jeux de Tokyo 2020. Championne du monde de football 2019. (10 sélections en équipe nationale).
  - Okacha Hamzaoui, footballeur algérien.
  - Florent Manaudou, nageur français. Champion olympique du 50 m nage libre aux Jeux de Londres 2012, médaillé d'argent du relais 4 × 100 m et du 50 m nage libre aux Jeux de Rio 2016 puis du 50m nage libre 2020. Champion du monde de natation du 4 × 100 m nage libre 2013 puis champion du monde de natation du 50 m nage libre, du 50 m papillon et du relais 4 × 100 m nage libre 2015. Champion d'Europe de natation du 50 m et 100 m nage libre, du 50 m papillon, du relais 4 × 100 m nage libre 2014 puis du 50 m nage libre et du relais 4 × 100 m nage libre puis médaillé d'argent du relais 4 × 100 m quatre nages 2016.
  - James McCarthy, footballeur irlandais. (43 sélections en équipe nationale).
  - Marcell Ozuna, joueur de baseball dominicain.
  - Ben Sangaré, footballeur franco-sénégalais.
  - Harmeet Singh, footballeur norvégien. (8 sélections en équipe nationale).
  - Siim-Sander Vene, basketteur estonien.
- 1991 :
  - Ekaterina Avramova, nageuse turque.
  - Roberto Skyers, athlète de sprint cubain.
  - Gijs Van Hoecke, cycliste sur piste et sur route belge. Champion du monde de cyclisme sur piste de l'américaine 2012.
- 1992 :
  - Dāvis Bertāns, basketteur letton. (13 sélections en équipe nationale).
  - Trey Burke, basketteur américain.
  - Adam Larsson, hockeyeur sur glace suédois. Champion du monde de hockey sur glace 2018.
  - Pavla Vincourová, joueuse de volley-ball tchèque. (8 sélections en équipe nationale).
- 1993 :
  - Hamza Akbar, joueur de snooker pakistanais.
  - Tomáš Hertl, hockeyeur sur glace tchèque.
  - Luguelín Santos, athlète de sprint dominicain. Médaillé d'argent du 400 mètres aux Jeux de Londres 2012 et du relais 4 × 400 m mixte aux Jeux de Tokyo 2020.
  - Alina Yakimkina, biathlète russe. († 21 février 2015).
- 1994 :
  - Óscar Cabedo, cycliste sur route espagnol.
  - Guillaume Cizeron, patineur artistique de danse sur glace français. Médaillé d'argent aux Jeux de PyeongChang 2018 puis champion olympique aux Jeux de Pékin 2022. Champion du monde de patinage artistique 2015, 2016, 2018, 2019 et 2022 ainsi que médaillé d'argent à ceux de 2017. Champion d'Europe de patinage artistique 2015, 2016, 2017, 2018 et 2019 ainsi que médaillé d'argent en 2020.
  - Marc Fournier, cycliste sur route français.
  - Iawhen Lissavets, hockeyeur sur glace biélorusse.
- 1995 :
  - Philipp Aschenwald, sauteur à ski autrichien.
  - Gleb Bakshi, boxeur russe. Champion du monde amateur des poids moyens en 2019.
  - Madelen Janogy, footballeuse suédoise. (37 sélections en équipe nationale).
  - Thomas Lemar, footballeur français. Champion du monde football 2018. (27 sélections en équipe de France).
  - Juan Muñoz Muñoz, footballeur espagnol.
  - Maximilien Picoux, cycliste sur route belge.
  - Jasse Tuominen, footballeur finlandais. (15 sélections en équipe nationale).
- 1996 :
  - Vincenzo Albanese, cycliste sur route italien.
  - Alexis De Sart, footballeur belge.
  - Scott McKenna, footballeur écossais. (31 sélections en équipe nationale.
- 1997 :
  - Robson Bambu, footballeur brésilien.
  - Eleuteria Lhavanguane, basketteuse mozambicaine.
  - Lea Schüller, footballeuse allemande. (51 sélections en équipe nationale).
- 1998 :
  - Marco Bezzecchi, pilote de vitesse moto italien. (9 victoires en Grand Prix
  - Jules Koundé, footballeur français. Vainqueur de la Ligue des nations 2021 puis de la Ligue Europa 2020. (23 sélections en équipe de France).
  - José Luis Mandros, athlète de sauts en longueur péruvien.
  - Elias Pettersson, hockeyeur sur glace suédois. Champion du monde en 2018.
  - Nina Schultz, athlète d'épreuves combinées canadienne.
  - Hebatallah Serry, gymnaste artistique marocaine.
  - Fanny Stollár, joueuse de tennis hongroise.
  - Szymon Tracz, cycliste sur route polonais.

### XXIesiècle
- 2001 :
  - Barikisu Issahaku, footballeuse ghanéenne.
- 2002:
  - Paolo Banchero, basketteur américain.
- 2004 :
  - Anastasiia Motak, gymnaste artistique ukrainienne. Championne d'Europe du concours général par équipes en 2020.
- 2007 :
  - Patrik Kristal, footballeur estonien.

## Décès

### XXesièclede1901à1950
- 1907 :
  - Lewis Macleod, 22 ans, joueur de rugby à XV écossais. (6 sélections en équipe nationale). (° juin 1985).
- 1925 :
  - Robert Wrenn, 52 ans, joueur de tennis américain. Vainqueur des US open 1893, 1894, 1896 et 1897. (° 20 septembre 1873).
- 1933 :
  - John Cady, 67 ans, golfeur américain. Médaillé d'argent par équipes aux Jeux de Saint-Louis 1904. (° 26 janvier 1866).
- 1942 :
  - Elmer Niklander, 52 ans, athlète finlandais. Médaillé d'argent du lancer du disque à deux mains et de bronze du lancer du poids à deux mains aux Jeux olympiques de 1912, champion olympique du lancer du disque et vice-champion du lancer du poids aux Jeux de 1920. (° 19 janvier 1890).
  - Philadelphia Jack O'Brien, 64 ans, boxeur américain. Champion du monde des poids mi-lourds en 1905. (° 17 janvier 1878).
- 1943 :
  - Lajos Werkner, 60 ans, escrimeur hongrois. Champion olympique de sabre par équipes aux Jeux de 1908 et de 1912. (° 23 octobre 1883).
- 1946 :
  - Albert Bond Lambert, 70 ans, golfeur américain. Médaillé d'argent par équipes aux Jeux de Saint-Louis 1904. (° 6 décembre 1875).
- 1950 :
  - Lesley Ashburner, 67 ans, athlète américain. Médaillé de bronze en 110 m haies aux Jeux de Saint-Louis en 1904. (° 21 octobre 1883).

### XXesièclede1951à2000
- 1954 :
  - Alex Smith, 78 ans, footballeur écossais. (20 sélections en équipe nationale). (° 7 novembre 1876).
- 1955 :
  - Alfréd Hajós, 77 ans, nageur et footballeur hongrois. Champion olympique du 100 m et du 1 200 m nage libre aux Jeux d'Athènes 1896. (4 sélections en équipe nationale). (° 1er février 1878).
- 1956 :
  - Hans Eugster, 27 ans, gymnaste suisse. Champion du monde des barres parallèles, vice-champion du monde par équipes et médaillé de bronze des anneaux aux Championnats du monde de 1950, champion olympique des barres parallèles, médaillé d'argent par équipes et de bronze aux anneaux lors des Jeux de 1952 et double médaillé de bronze mondial par équipes et aux anneaux en 1954. (° 27 mars 1929).
- 1958 :
  - Henri Hoevenaers, 57 ans, coureur cycliste belge. Champion du monde amateur sur route en 1925. (° 1er août 1901).
  - Gustaf Söderström, 93 ans, athlète et tireur à la corde suédois. Champion olympique de tir à la corde aux Jeux de Paris en 1900. (° 25 novembre 1865).
- 1963 :
  - Eugen Einman, 58 ans, footballeur estonien. (64 sélections en équipe nationale). (° 6 octobre 1905).
- 1965 :
  - Preben Larsen, 43 ans, athlète danois spécialiste du triple saut. (° 7 septembre 1922).
- 1968 :
  - Victor Lenaers, 75 ans, coureur cycliste belge. (° 12 janvier 1893).
- 1969 :
  - Aarne Valkama, 60 ans, coureur de combiné nordique finlandais. Médaillé de bronze des championnats du monde de 1937. (° 26 mars 1909).
- 1970 :
  - Carlos Alves, 67 ans, footballeur portugais. (18 sélections en équipe nationale). (° 10 octobre 1903).
- 1976 :
  - Clinton Benedict, 84 ans, hockeyeur sur glace canadien. (° 26 septembre 1892).
  - Cliff Porter, 77 ans, joueur de rugby à XV néo-zélandais. (41 sélections en équipe nationale). (° 5 mai 1899).
  - András Wanié, 65 ans, nageur hongrois. Médaillé de bronze du relais 4 x 200m nage libre aux Jeux olympiques de 1932. (° 23 avril 1911).
- 1980 :
  - Daniel Thuayre, 56 ans,coureur cycliste français. (° 12 mars 1924).
- 1981 :
  - James Corson, 75 ans, athlète américain. Médaillé de bronze du lancer du disque aux Jeux de 1928. (° 14 janvier 1906).
  - Michele Orecchia, 77 ans, coureur cycliste italien. (° 26 décembre 1903).
- 1984 :
  - Butch Keeling, 79 ans, joueur de hockey sur glace canadien. Vainqueur de la Coupe Stanley en 1933 avec les Rangers de New York. (° 10 août 1905).
- 1985 :
  - Owen Churchill, 89 ans, skipper américain. Champion olympique de voile en 8 Metre aux Jeux de 1932. (° 8 mars 1896).
- 1986 :
  - Ria Baran, 64 ans, patineuse artistique allemande. Championne du monde de patinage en couple en 1951 et 1952 et championne olympique aux Jeux de 1952. (° 2 novembre 1922).
- 1988 :
  - István Klimek, 75 ans, footballeur roumain. (1 sélection en équipe nationale). (° 13 avril 1913).
- 1989 :
  - Victor Putmans, 75 ans, footballeur belge. (° 29 mai 1914).
- 1990 :
  - Luigi Milano, 77 ans, footballeur italien. (° 6 juillet 1913).
- 1991 :
  - Veniamin Aleksandrov, 53 ans, hockeyeur sur glace soviétique. Médaillé de bronze aux Jeux de Squaw Valley 1960 puis champion olympique aux Jeux d'Innsbruck 1964 et aux Jeux de Grenoble 1968. Champion du monde de hockey sur glace 1963, 1965, 1966 et 1967. (° 18 avril 1938).
  - Francisco Pérez Cubas, 78 ans, footballeur espagnol. (° 21 novembre 1912).
- 1993 :
  - Bill Dickey, 86 ans, joueur de baseball américain. (° 6 juin 1907).
- 1994 :
  - Onni Rajasaari, 84 ans, athlète finlandais. Champion d'Europe du triple saut en 1938. (° 2 mars 1910).
  - Wilma Rudolph, 54 ans, athlète américaine. Triple championne olympique sur 100 m, 200 m et relais 4 × 100 m lors des Jeux olympiques de Rome en 1960. Médaillée de bronze du relais 4 × 100 m à Atlanta en 1956. Elle a été recordwoman du monde du 100 m et du 200 m. (° 23 juin 1940).
- 1995 :
  - Paul Frantz, 80 ans, coureur cycliste luxembourgeois. (° 4 juillet 1915).
- 1996 :
  - Rudolf Steiner, 89 ans, footballeur roumain. (5 sélections en équipe nationale). (° 24 janvier 1907).
- 1998 :
  - Jack Gelineau, 74 ans, joueur de hockey sur glace canadien. (° 11 novembre 1924).
  - Paul Hoffman, 73 ans, basketteur américain. (° 12 avril 1925).
  - Hendrik Timmer, 94 ans, joueur de tennis néerlandais. Médaillé de bronze en double mixteaux Jeux de Paris en 1924. (° 8 février 1904).

### XXIesiècle
- 2002 :
  - Roger Chupin, 81 ans, coureur cycliste français. (° 30 septembre 1921).
  - Raoul Diagne, 92 ans, footballeur puis entraîneur français. (18 sélections en équipe de France). Sélectionneur de l'équipe du Sénégal de 1960 à 1962. (° 10 novembre 1910).
- 2004 :
  - Keith Weller, 58 ans, footballeur anglais. (4 sélections en équipe nationale). (° 11 juin 1946).
- 2005 :
  - Wilbert Hiller, 90 ans, joueur puis entraîneur de hockey sur glace canadien. Vainqueur de la Coupe Stanley 1940 avec les Rangers de New York puis en 1946 avec les Canadiens de Montréal. (° 11 mai 1915).
  - Kazimierz Lipień, 56 ans, lutteur polonais. Champion olympique en 1976 et médaillé de bronze en 1972 dans la catégorie des poids plumes. Champion du monde de la même catégorie en 1973 et en 1974. (° 6 février 1949).
- 2006 :
  - Fernando Caiado, 81 ans, footballeur puis entraîneur portugais. (16 sélections en équipe nationale). (° 2 mars 1925).
  - Alphonse Halimi, 74 ans, boxeur français. Champion du monde de boxe poids coqs du 1er avril 1957 au 8 juillet 1959. (° 18 février 1932).
- 2007 :
  - Gustave Depoorter, 86 ans, footballeur français. (° 21 mars 1921).
  - Wolfgang Riedel, 77 ans, arbitre de football est-allemand. (° 19 décembre 1929).
- 2008 :
  - François Geeraerts, 81 ans, footballeur belge. (° 1er janvier 1927).
- 2009 :
  - Willy Kernen, 80 ans, footballeur suisse. (41 sélections en équipe nationale). (° 6 août 1929).
  - Henri Sérandour, 72 ans, poloïste puis dirigeant sportif français. Président de la FFN de 1980 à 1993. Président du comité national olympique et sportif français de 1993 à 2009 et membre du comité international olympique de 2000 à 2007. (° 15 avril 1937).
- 2010 :
  - Stanisław Bobak, 54 ans, sauteur à ski polonais. (° 12 mars 1956).
- 2011 :
  - Maria Strelenko, 34 ans, biathlète russe. (° 16 juin 1976).
- 2012 :
  - Arthur Bialas, 81 ans, footballeur puis entraîneur est-allemand puis allemand. (1 sélections en équipe nationale). (° 21 novembre 1930).
  - Ronald Stretton, 81 ans, cycliste sur piste britannique. Médaillé de bronze de la poursuite par équipes aux Jeux d'Helsinki 1952. (° 13 février 1930).
- 2013 :
  - Giuseppe Casari, 91 ans, footballeur italien. (6 sélections en équipe nationale) (° 10 avril 1922).
  - Steve Rexe, 66 ans, hockeyeur sur glace canadien. (° 26 février 1947).
- 2014 :
  - Viktor Serebryanikov, 74 ans, footballeur et ensuite entraîneur soviétique puis ukrainien. (21 sélections en équipe nationale) (° 28 mars 1940).
- 2015 :
  - Lucian Bălan, 56 ans, footballeur roumain. Vainqueur de la Coupe des clubs champions 1986. (1 sélection en équipe nationale). (° 25 juin 1959).
  - Márton Fülöp, 32 ans, footballeur hongrois. (24 sélections en équipe nationale). (° 3 mai 1983).
  - Pál Várhidi, 84 ans, footballeur puis entraîneur hongrois. Médaillé de bronze aux Jeux de Rome 1960. (10 sélections en équipe nationale). (° 6 novembre 1931).
- 2016 :
  - Edgard Sorgeloos, 85 ans, coureur cycliste sur route belge. (° 14 décembre 1930).
- 2017 :
  - Georges Firmin, 93 ans, haltérophile français. Vice-champion d'Europe en 1951. (° 15 mars 1924).
  - Santiago Vernazza, 88 ans, footballeur argentin. (6 sélections en équipe nationale). (° 29 décembre 1928).
- 2018 :
  - Lee Min-hye, 33 ans, coureuse cycliste sud-coréenne. (° 11 octobre 1985).
  - David Pearson, 83 ans, pilote de NASCAR américain. (° 22 décembre 1934).
- 2019 :
  - Mitsuhisa Taguchi, 64 ans, footballeur japonais. (59 sélections en équipe nationale). (° 14 février 1955).
- 2020 :
  - Albert Quixall, 87 ans, footballeur anglais. (5 sélections en équipe nationale). (° 9 août 1933).
  - Krasnodar Rora, 75 ans, footballeur puis entraîneur yougoslave puis croate. (5 sélections en équipe nationale). (° 23 mars 1945).
- 2021 :
  - Bob Bondurant, 88 ans, pilote automobile américain. (° 27 avril 1933).
  - Lothar Claesges, 79 ans, coureur cycliste allemand. Champion olympique de poursuite par équipes aux Jeux d'été de 1964. (° 3 juillet 1942).
  - Ron Flowers, 87 ans, footballeur puis entraîneur anglais. Vainqueur de la Coupe du monde 1966. (49 sélections en équipe nationale). (° 28 juillet 1934).
  - Gian Piero Galeazzi, 75 ans, rameur en aviron et commentateur sportif italien. (° 18 mai 1946).
  - Aleksandr Lenev, 77 ans, footballeur soviétique puis russe. (10 sélections en équipe nationale). (° 25 septembre 1944).
- 2023 :
  - Roman Čechmánek, 52 ans, joueur de hockey sur glace tchèque. Champion olympique lors des Jeux d'hiver de Nagano en 1998. (° 2 mars 1971).
  - Mustafa Hasanagić, 82 ans, footballeur puis entraîneur yougoslave. (5 sélections en équipe nationale). (° 20 avril 1941).
  - Akgün Kaçmaz, 88 ans, footballeur turc. (1 sélection en équipe nationale). (° 19 février 1935).
  - Helena Pilejczyk, 92 ans, patineuse de vitesse polonaise. Médaillée de bronze sur 1 500 mètres aux Jeux olympiques d'hiver de 1960. (° 1er avril 1931).
  - Kraft Schepke, 89 ans, rameur d'aviron allemand. Champion olympique du huit lors des Jeux d'été de 1960. Champion d'Europe du quatre sans barreur en 1958, du huit en 1959 et du quatre avec barreur en 1961. (° 3 mars 1934).
  - Kusuma Wardhani, 59 ans, archère indonésienne. Médaillée d'argent de l'épreuve par équipes lors des Jeux olympiques de 1988. (° 20 février 1964).